# Lucas Ruiz
Lucas Omar Ruiz (San Miguel, Provincia de Buenos Aires, Argentina 22 de julio de 2002) es un futbolista argentino. Se desempeña como arquero en el Club Ferro Carril Oeste de la Primera B Nacional.

## Trayectoria

### Ferro
Ante las salidas de Marcelo Miño, a préstamo en Barracas Central y Luciano Jachfe a préstamo en Mitre de Santiago del Estero queda como el arquero suplente del equipo por detrás de Rodrigo Saracho. En 11 fechas fue al banco de suplentes hasta que el día 23 de abril debuta como titular en el partido que Ferro vence por 3 a 0 a Alvarado de Mar del Plata. En dicho partido no recibe goles. En el siguiente partido le convierten su primer gol como profesional contra el Club Atlético Güemes en la victoria por 3 a 1 del verdolaga. En julio, tras sus buenos rendimientos, extiende su contrato con la institución verdolaga hasta diciembre del 2026, asegurando su continuidad como arquero titular.

## Estadísticas
Actualizado al 28 de octubre de 2024

| Ferro Argentina | 2.ª           | 2024          | 17 | -20 | 0 | 0 | — | — | 17 | -20 |
| Ferro Argentina | Total         | Total         | 17 | -20 | 0 | 0 | 0 | 0 | 17 | -20 |
| Total Carrera | Total Carrera | Total Carrera | 17 | -20 | 0 | 0 | 0 | 0 | 17 | -20 |
| (1) La copa nacional se refiere a la Copa Argentina. (2) La copa internacional se refiere a la Copa Sudamericana y Copa Libertadores. (3) Promedio de goles recibidos por partidos no incluye goles recibidos en partidos amistosos. |               |               |    |     |   |   |   |   |    |     |

Fuentes: Transfermarkt - BDFA